# ماكس تولسون
ماكس تولسون (بالإنجليزية: Max Tolson)‏ مواليد 18 يوليو 1945 في ولونغونغ، هو لاعب كرة قدم أسترالي سابق كان يلعب كمهاجم. سبق له أن لعب في كأس العالم لكرة القدم مع منتخب بلاده.

## المسيرة الاحترافية

### أندية لعب لها
- نادي ووركينغتون
- ماركوني ستاليونز
- نادي سيدني يونايتد 58

## روابط خارجية
- ماكس تولسون على موقع الاتحاد الدولي (مؤرشف)  (الإنجليزية)
- ماكس تولسون على موقع ناشيونال فوتبول تيمز (الإنجليزية)
- ماكس تولسون على موقع عالم كرة القدم.نت (الإنجليزية)